# Пачанга
Пача́нга (исп. pachanga) — латиноамериканский музыкальный стиль и танец, характеризующийся синкопированным ритмом и движениями. Музыка этого стиля исполнялась в основном оркестрами-чарангами (charanga). В 1960-е пачанга произвела настоящий фурор в среде нью-йоркских подростков латиноамериканского происхождения.
Вопрос о происхождении пачанги до сих пор не ясен. Традиционно считается, что она возникла в 1955 году как результат смешения ритмов меренге и конги (мереконга) на Кубе. Часто отцом пачанги называют кубинца Эдуардо Дэвидсона (Eduardo Davidson), однако противники этого мнения считают такие заявления ошибочными, поскольку первая композиция Дэвидсона в этом стиле была написана лишь в 1959 году.
Несмотря на то, что наиболее распространена версия о кубинском происхождении пачанги, на Кубе этот стиль никогда не был очень популярен. В то же время, восточное побережье США в начале 60-х годов XX века испытало настоящий бум пачанги.
Пачанга отличается синкопированным ритмом (основу которого составляет ритмический рисунок «кабальо» (исп. caballo — «лошадь»), действительно напоминающим стук копыт лошади. Первые образцы пачанги были довольно просты по форме; однако после добавления к пачанге элементов ча-ча-ча (пачанга-ча), она стала более разнообразной и интересной.
Недолгая мода на пачангу, сменившая собой «эпоху ча-ча-ча», была, в свою очередь, сметена модой на бугалу. Несмотря на недолгий век пачанги, она продолжает оставаться довольно популярной в некоторых областях Колумбии, например, в городе Кали — центре музыкальной индустрии этой страны. 
В последнее время, в связи с подъёмом интереса к латиноамериканской музыке 50-х — 60-х годов, отмечен рост интереса и к пачанге.